# Promozione Liguria 1976-1977
Nella stagione 1976-1977 la Promozione era il quinto livello del calcio italiano (il massimo livello regionale). Qui vi sono le statistiche relative al campionato in Liguria.
Il campionato è strutturato in vari gironi all'italiana su base regionale, gestiti dai Comitati Regionali di competenza. Promozioni alla categoria superiore e retrocessioni in quella inferiore non erano sempre omogenee; erano quantificate all'inizio del campionato dal Comitato Regionale secondo le direttive stabilite dalla Lega Nazionale Dilettanti, ma flessibili, in relazione al numero delle società retrocesse dal Campionato Interregionale e perciò, a seconda delle varie situazioni regionali, la fine del campionato poteva avere degli spareggi sia di promozione che di retrocessione.

## Girone A

### Squadre Partecipanti
| Squadra                  | Città              |
| ------------------------ | ------------------ |
| S.C. Alassio             | Alassio (SV)       |
| U.S. Albenga Gallinara   | Albenga (SV)       |
| U.S. Arenzano            | Arenzano (GE)      |
| S.S. Argentina Arma      | Taggia (IM)        |
| U.S. Corniglianese-Elci  | Cornigliano (GE)   |
| U.S. Dianese             | Diano Marina (IM)  |
| ULS Carcarese 1929       | Carcare (SV)       |
| F.C. Giovanile Intemelia | Ventimiglia (IM)   |
| G.S. Levante "C"         | Pegli (GE)         |
| U.S. Loanesi             | Loano (SV)         |
| U.S. Sampierdarenese     | Sampierdarena (GE) |
| U.S. Taggese             | Taggia (IM)        |
| F.C. Vado                | Vado Ligure (SV)   |
| F.B.C. Varazze           | Varazze (SV)       |
| F.B.C. Veloce            | Savona (SV)        |
| U.S. Ventimigliese       | Ventimiglia (IM)   |

### Classifica finale
|  | Pos. | Squadra             | Pt  | G   | V   | N   | P   | GF    | GS    | DR  |
|  | ---- | ------------------- | --- | --- | --- | --- | --- | ----- | ----- | --- |
|  | 1.   | Albenga             | 45  | 30  | 18  | 9   | 3   | 52    | 18    | +34 |
|  | 2.   | Sampierdarenese     | 39  | 30  | 15  | 9   | 6   | 44    | 32    | +12 |
|  | 3.   | Levante C           | 37  | 30  | 14  | 9   | 7   | 44    | 21    | +23 |
|  | 4.   | Alassio             | 35  | 30  | 11  | 13  | 6   | 38    | 21    | +17 |
|  | 5.   | Giovanile Intemelia | 33  | 30  | 11  | 11  | 8   | 31    | 29    | +2  |
|  | 6.   | Ventimigliese       | 32  | 30  | 9   | 14  | 7   | 30    | 29    | +1  |
|  | 7.   | Finale Ligure       | 31  | 30  | 11  | 9   | 10  | 39    | 40    | -1  |
|  | 8.   | Varazze             | 30  | 30  | 8   | 14  | 8   | 32    | 35    | -3  |
|  | 9.   | Corniglianese       | 27  | 30  | 9   | 9   | 12  | 30    | 37    | -7  |
|  | 9.   | Vado                | 27  | 30  | 6   | 15  | 9   | 29    | 37    | -8  |
|  | 11.  | Argentina           | 26  | 30  | 8   | 10  | 12  | 31    | 30    | +1  |
|  | 11.  | Arenzano            | 26  | 30  | 6   | 14  | 10  | 29    | 42    | -13 |
|  | 13.  | Loanesi             | 25  | 30  | 6   | 13  | 11  | 23    | 32    | -9  |
|  | 13.  | Dianese             | 25  | 30  | 7   | 11  | 12  | 25    | 37    | -12 |
|  | 15.  | Taggese             | 23  | 30  | 7   | 9   | 14  | 31    | 39    | -8  |
|  | 16.  | Carcarese           | 19  | 30  | 7   | 5   | 18  | 25    | 47    | -22 |
|  |      |                     | 480 | 480 | 153 | 174 | 153 | 533 ? | 526 ? | 0   |

Verdetti
- L'Albenga Gallinara è ammessa allo spareggio per la promozione in Serie D.
- Taggese e Carcarese retrocedono in Prima Categoria 1977-78.

## Girone B

### Squadre Partecipanti
| Squadra                       | Città                        | Stadio                   |
| ----------------------------- | ---------------------------- | ------------------------ |
| G.S. Borgoratti Lanegatti     | Borgoratti (GE)              |                          |
| U.S. Busallese                | Busalla (GE)                 |                          |
| G.S. E.R.G.                   | Genova (GE)                  |                          |
| A.C. Fivizzanese              | Fivizzano (MS)               |                          |
| U.S. Lavagnese                | Lavagna (GE)                 |                          |
| A.C. Lerici                   | Lerici (SP)                  |                          |
| U.S. Lunense Castelnovese     | Castelnuovo Magra (SP)       |                          |
| F.C. Molicciara               | Castelnuovo Magra (SP)       |                          |
| C.S. Monterosso al Mare       | Monterosso al Mare (SP)      |                          |
| U.S. Monzone                  | Fivizzano (MS)               |                          |
| G.S. Navalcavi                | Arenzano (GE)                |                          |
| A.S. Ovadamobili              | Ovada (AL)                   |                          |
| A.C. Quarto Autobianchi Dolci | Quarto dei Mille (GE)        |                          |
| U.S. Pontedecimo              | Pontedecimo (GE)             |                          |
| A.C. Sammargheritese          | Santa Margherita Ligure (GE) | Stadio Eugenio Broccardi |
| U.S. Sarzanese                | Sarzana (SP)                 |                          |

### Classifica finale
|  | Pos. | Squadra                  | Pt  | G   | V   | N   | P   | GF  | GS  | DR  |
|  | ---- | ------------------------ | --- | --- | --- | --- | --- | --- | --- | --- |
|  | 1.   | Pontedecimo              | 45  | 30  | 19  | 7   | 4   | 51  | 21  | +30 |
|  | 2.   | Sammargheritese          | 43  | 30  | 16  | 11  | 3   | 45  | 22  | +23 |
|  | 3.   | Ovadamobili              | 35  | 30  | 11  | 13  | 6   | 50  | 41  | +9  |
|  | 4.   | Lunense Castelnovese     | 33  | 30  | 11  | 11  | 8   | 32  | 31  | +1  |
|  | 5.   | E.R.G.                   | 32  | 30  | 10  | 12  | 8   | 41  | 37  | +4  |
|  | 6.   | Borgoratti Lanegatti     | 30  | 30  | 10  | 10  | 10  | 31  | 31  | 0   |
|  | 7.   | Rapallo Ruentes          | 29  | 30  | 7   | 15  | 8   | 29  | 32  | -3  |
|  | 7.   | Monterosso al Mare       | 29  | 30  | 8   | 13  | 9   | 40  | 45  | -5  |
|  | 9.   | Fivizzanese              | 28  | 30  | 8   | 12  | 10  | 30  | 28  | +2  |
|  | 9.   | Busallese                | 28  | 30  | 7   | 14  | 9   | 34  | 35  | -1  |
|  | 11.  | Lavagnese                | 27  | 30  | 8   | 11  | 11  | 30  | 30  | 0   |
|  | 12.  | Navalcavi                | 26  | 30  | 6   | 14  | 10  | 41  | 48  | -7  |
|  | 13.  | Lerici                   | 25  | 30  | 7   | 11  | 12  | 32  | 44  | -12 |
|  | 13.  | Molicciara               | 25  | 30  | 6   | 13  | 11  | 22  | 35  | -13 |
|  | 15.  | Monzone                  | 23  | 30  | 7   | 9   | 14  | 36  | 47  | -11 |
|  | 16.  | Quarto Autobianchi Dolci | 22  | 30  | 6   | 10  | 14  | 26  | 43  | -17 |
|  |      |                          | 480 | 480 | 147 | 186 | 147 | 570 | 570 | 0   |

Verdetti
- Pontedecimo è ammesso allo spareggio per la promozione Serie D.
- Monzone e Quarto retrocedono in Prima Categoria 1977-78.
- Il Quarto è stato riammesso alla compilazione dei nuovi quadri stagionali.
- E.R.G. e Navalcavi rinunciano al campionato di Promozione 1977-78.

### Spareggio promozione
Verdetto
- Spareggio per la promozione in Serie D:
  - a Genova il 12 giugno 1977: Albenga Gallinara-Pontedecimo 3-2.
- L'Albenga Gallinara è promossa in Serie D.